# إيرين هايز
إيرين هايز (بالإنجليزية: Erinn Hayes) (ني:كارتر، ولدت في 25 مايو 1976) ممثلة وكوميدية أمريكية.
عرفت عن دورها في مستشفى الأطفال (2008)، إنها كارثة (2012) كيفن يمكن أن ينتظر (2016). متزوجة من جاك هايز منذ عام 2004. ولديهما طفلان.

## روابط خارجية
- إيرين هايز على موقع IMDb (الإنجليزية)
- إيرين هايز على موقع ميوزك برينز (الإنجليزية)
- إيرين هايز على موقع قاعدة بيانات الفيلم (الإنجليزية)